# Græse (plaats)
Græse is een plaats in de Deense regio Hovedstaden, gemeente Frederikssund, en telt 208 inwoners (2007).